# Боб Ајнштајн
Стјуарт Роберт Ајнштајн (Лос Анђелес, 20. новембар 1942 — Индијан Велс, 2. јануар 2019) био је амерички глумац, комичар, сценариста и продуцент.

## Глумачка каријера
Рођен је у јеврејској породици. Његов отац Хари Ајнштајн био је радио—комичар, мајка Телма Лидс била је певачица, а старији брат Алберт Брукс такође комичар и глумац. Освојио је две Еми награде и CableACE награду.
Преминуо је 2. јануара 2019. године, убрзо након што му је дијагностикована леукемија.

## Филмографија
| Година | Назив                                | Улога                    | Напомена |
| ------ | ------------------------------------ | ------------------------ | -------- |
| 1972   | Get to Know Your Rabbit              | полицајац                |          |
| 1972   | Another Nice Mess                    | агент Нусбаум            |          |
| 1981   | Modern Romance                       | продавац спортске опреме |          |
| 2000   | The Extreme Adventures of Super Dave | Супер Дејв Осборн        |          |
| 2002   | Teddy Bears' Picnic                  | Дом Молинари             |          |
| 2007   | Ocean's Thirteen                     | Роберт Боби Кардвел      |          |
| 2010   | Shit Year                            | Рик                      |          |
| 2015   | Strange Magic                        |                          | глас     |